# FN F2000
Le FN F2000 est un fusil d'assaut de conception belge fabriqué par la FN Herstal. Il a servi dans l'Armée belge mais aussi dans de nombreuses forces spéciales telles que les forces spéciales du Chili (Brigade des Opérations Spéciales Lautaro (es)), de Croatie, d'Inde, du Pakistan, du Pérou ou de Pologne (GROM). Il s'agit du fusil d'assaut réglementaire de l'armée slovène.

## Description
Le FN F2000, présenté en 1996, est un fusil d'assaut chambrant la munition 5,56 × 45 mm OTAN.
Ce fusil repose sur le design bullpup mais rejette les étuis vers l'avant plutôt que sur le côté. Ce système est une innovation qui permet au fusil de demeurer ambidextre sans nécessiter de démontage. Il n'y a pas d'éjection au sens propre, les étuis sont poussés dans un tube situé dans la carcasse au-dessus du canon et tombent par gravité juste avant la bouche du canon du côté droit. Sa construction fait appel aux polymères peu denses et son architecture bullpup lui assure une très bonne ergonomie et une silhouette compacte idéale pour le combat urbain.
En raison des matériaux utilisés pour le chargeur, ce dernier ne tombe pas par lui-même quand il est sorti, il doit donc être retiré à la main.
Le FN F2000 est une arme modulaire à laquelle des accessoires sont adaptables (lampe-torche, lunette, viseur laser, ...) via rail et dont le garde-main peut être remplacé par le lance-grenade 40 X 46 mm LG1.

## Variantes
Le FN FS2000 est la variante civile du F2000. Il est uniquement semi-automatique. Son canon mesure 442 mm. Sa longueur totale est de 740 mm.
Le FN F2000 Tactical est semblable à la version standard mais ne comporte pas de visée optique. Il est équipé d'un rail picatinny en aluminium sur la partie supérieure du groupe canon.

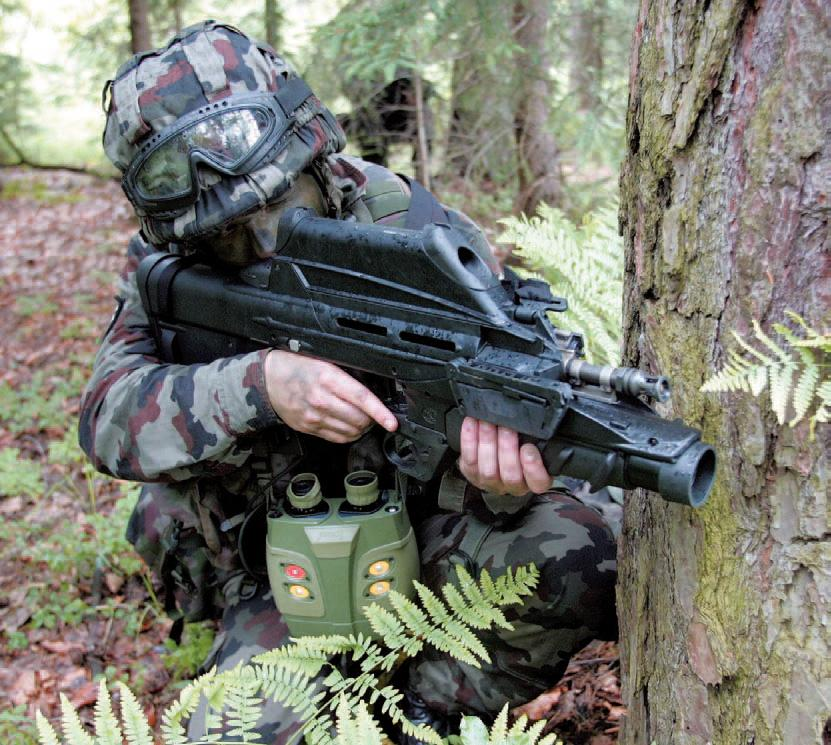
Soldat slovène équipé d'un FN F2000 avec lance-grenades (GL-1) de 40 mm

## Utilisateurs
- Libye : 367 FN F2000 (ainsi que le même nombre de FN P90 et de FN Five-SeveN) acquis en 2008.
- Arabie saoudite : ce pays a acquis 50 000 exemplaires pour la Garde Nationale.
- Belgique : le fusil d'assaut FN F2000 a été utilisé de 2004 à 2013 par les forces spéciales et de 2007 à 2015 en combinaison avec son lance-grenades LG1 par les unités de combat de la Composante Terre en parallèle du FN FNC.
- Chili : les forces spéciales chiliennes (Brigade des Opérations Spéciales Lautaro (es)) utilisent le FN F2000 conjointement au FN P90.
- Croatie : les forces spéciales croates aussi utilisent le FN F2000.
- Pakistan : le FN F2000 est en service au sein des commandos de l'Armée de l'Air (les SSG ou Special Service Group) et de la Marine (les SSW ou Special Service Wing).
- Pérou : les forces spéciales péruviennes l'utiliseraient activement.
- Slovénie : le ministre de la défense de la république de Slovénie a signé en juin 2006 un contrat avec la FN Herstal pour l'acquisition de 6 500 exemplaires qui représenteront le nouveau standard des forces armées slovènes. C'est en fait la première commande officielle et d'importance d'un pays européen et d'un membre de l'OTAN. L'arme a été présentée au public le 25 juillet 2007 et semble accueillie favorablement par les soldats.
- Timor oriental : Lors d'une opération de maintien de la paix au Timor oriental en 2006, l'armée australienne a confisqué plusieurs exemplaires du FN F2000 à la police locale sans avoir réussi à déterminer comment elle avait réussi à les obtenir[réf. nécessaire].
- Palestine : Il a également été vu en Palestine, sans qu'on sache précisément comment il a été importé là[1], même si le passage par la Libye est suspecté[2],[3].
- Ukraine : l'arme a été vue pendant l'invasion de l'Ukraine par la Russie en 2022[4].
- Russie : L'arme est utilisée par la légion « liberté de la russie », comme le M4

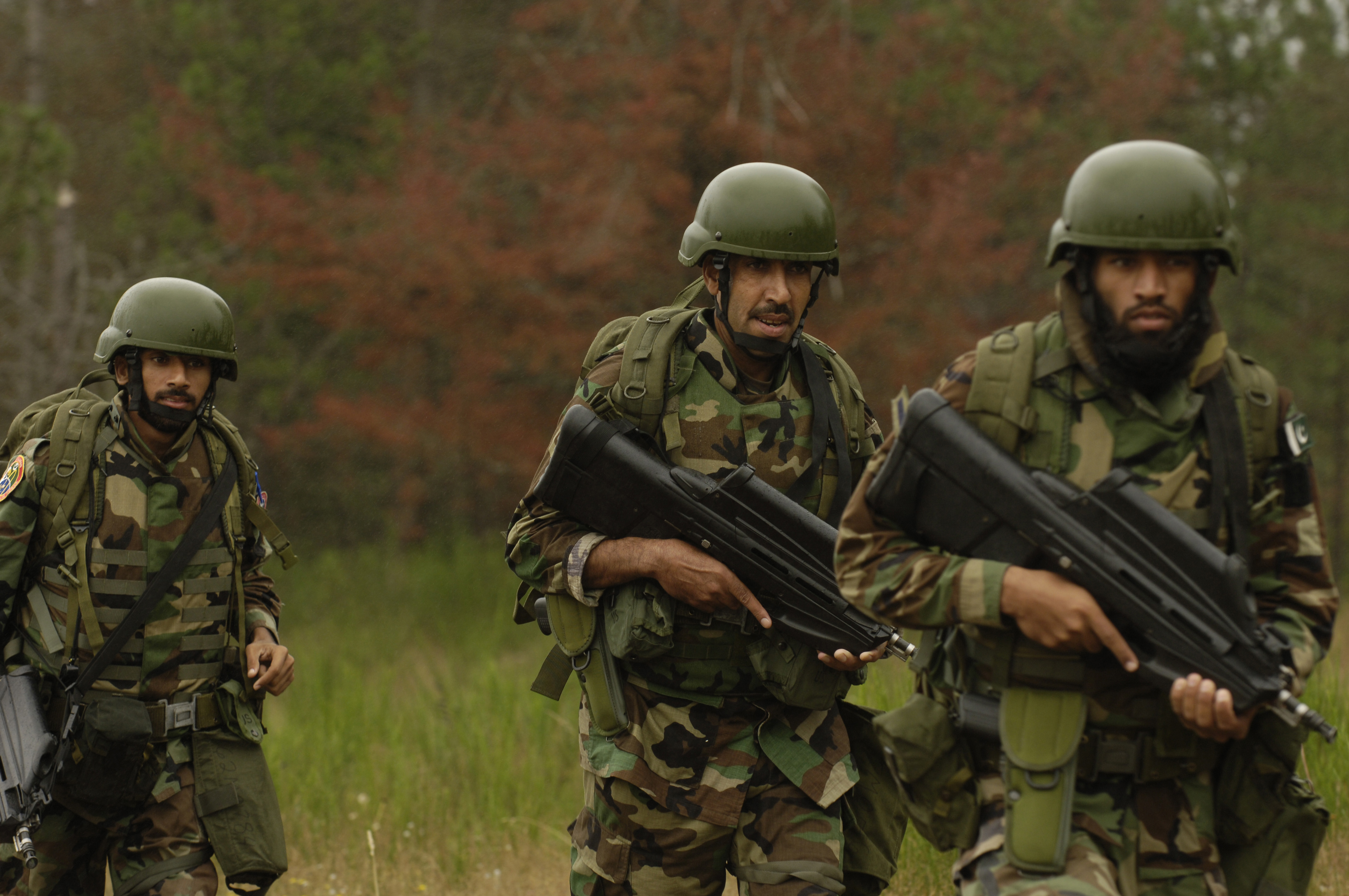
Pakistan
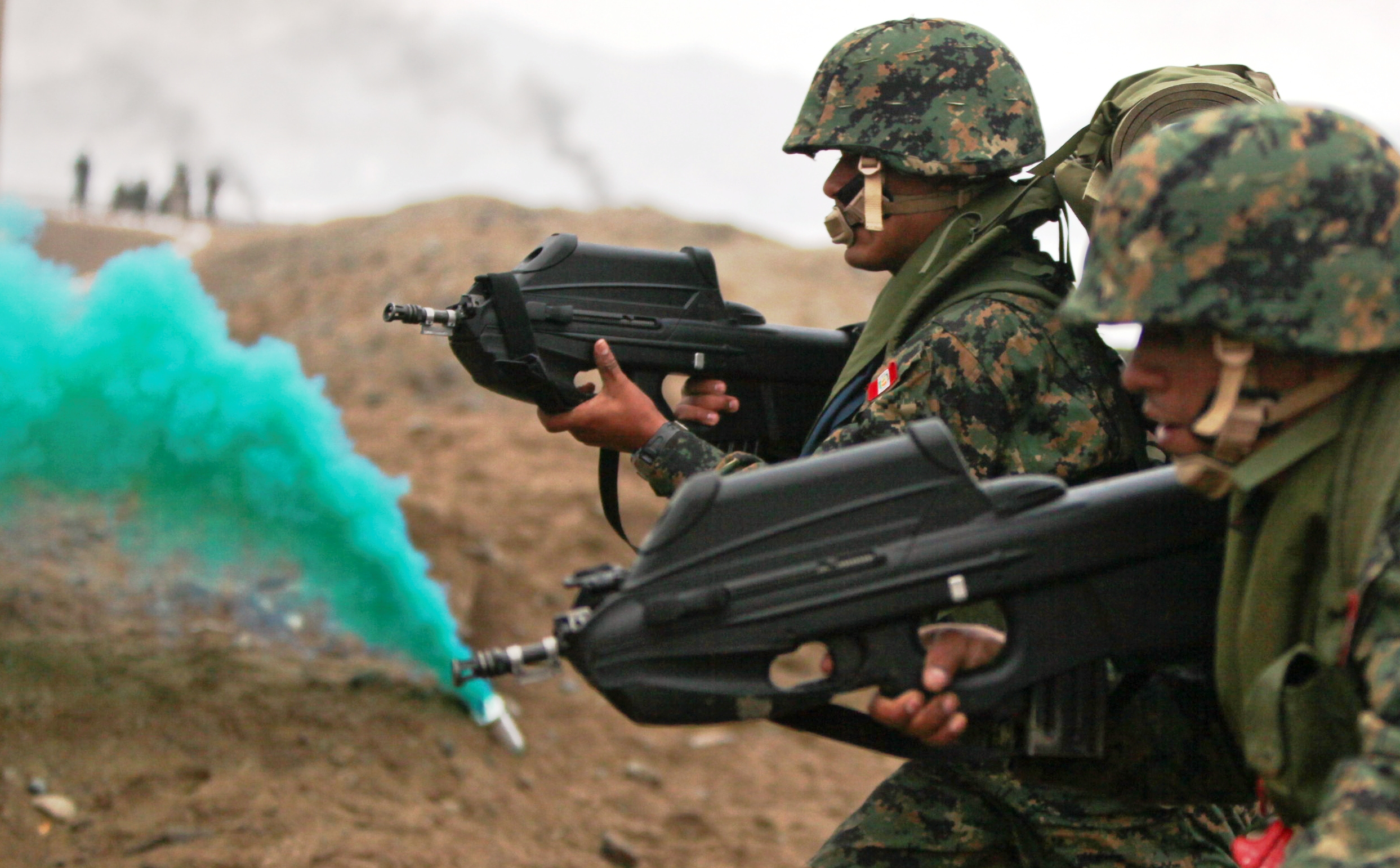
Pérou
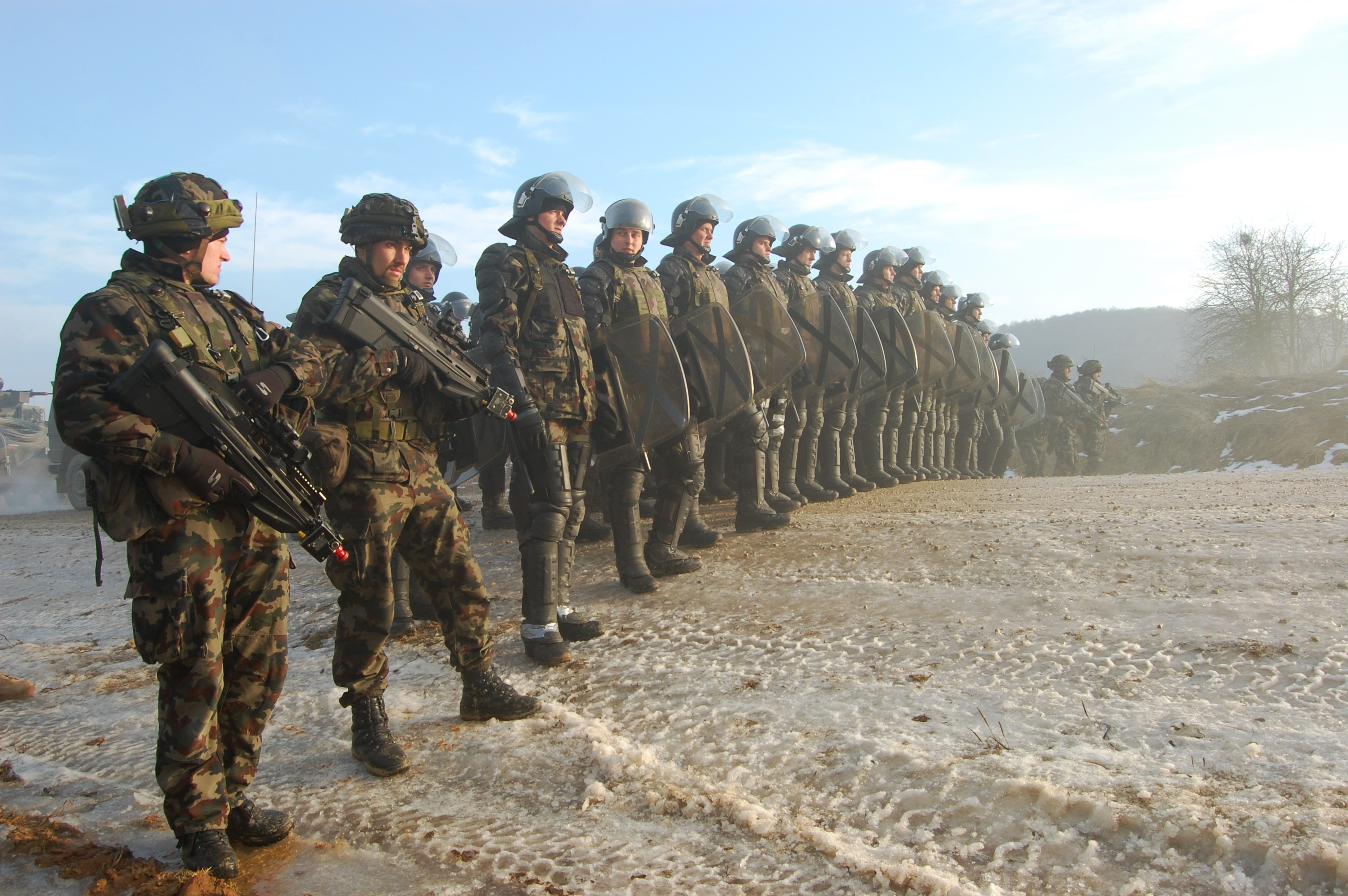
Slovénie
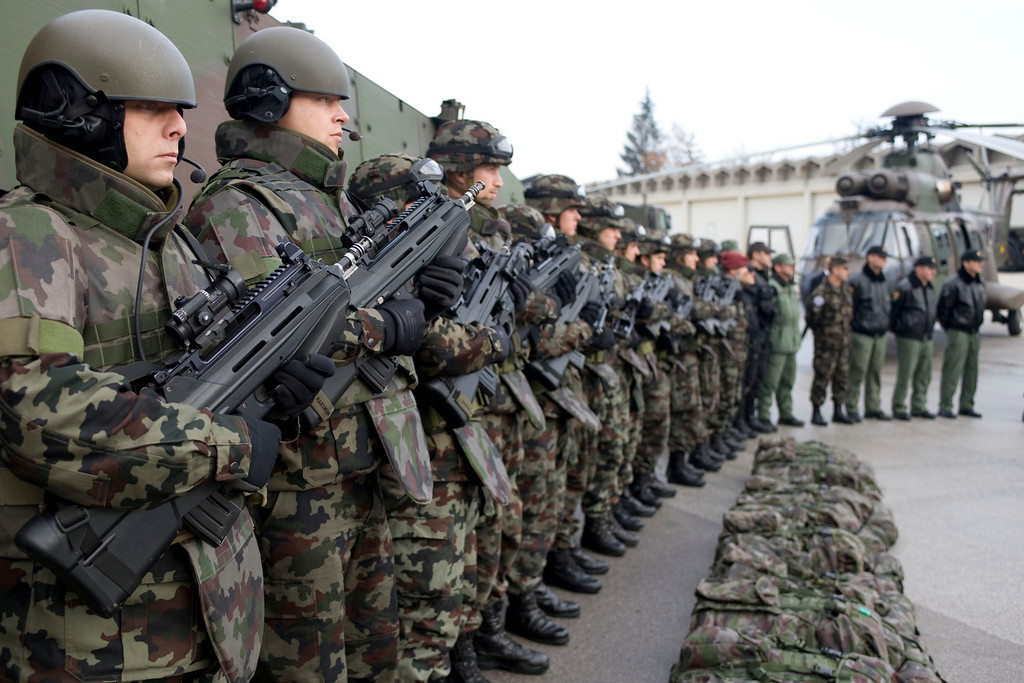
Slovénie

## Culture Populaire

### À l'écran
- Dans le film Iron Man 2, Justin Hammer propose un FN F2000 Tactical (qu'il appelle d'ailleurs "FN 2000") à l'USAF pour équiper l'armure Mark II dérobée par James « Rhodey » Rhodes à Tony Stark.
- Il est apparu dans la série d'anticipation française Trepalium, où les gardes du régime totalitaire utilisent des FN P90 et des FN F2000.
- Dans les 4 premiers opus de la saga Hunger Games (série de films), les pacificateurs utilisent des FN-F2000 de couleur blanche, ainsi que des FN P90 de même couleur. Ce choix a été fait pour l'allure futuriste de l'arme, la saga se déroulant dans le futur (probablement après l'an 2100)[5].

### Jeux Vidéo
- Le FN F2000 figure parmi les meilleures armes disponibles dans les jeux de la série S.T.A.L.K.E.R.:
  - S.T.A.L.K.E.R.: Shadow of Chernobyl
  - S.T.A.L.K.E.R.: Call of Pripyat
  - S.T.A.L.K.E.R.: Clear Sky ;
- Le FN F2000 est disponible dans la série Jagged Alliance ;
- Le FN F2000 fait partie de l'arsenal présent dans Hired Guns: The Jagged Edge ;
- Le FN F2000 fait également de nombreuses apparitions dans la saga Splinter Cell, et ce dès le premier opus sous le nom SC2000: 
  - Sous la dénomination SC3000 dans Conviction
  - Avec l'appellation SC4000 dans Blacklist ;
- Il apparait aussi dans le jeu Ghost Recon Phantoms où il n'est disponible que pour la classe assault ;
- Le FN F2000 existe sous le nom de Mk20 dans le jeu ArmA 3 ;
- Le FN F2000 est présent dans le jeu Call of Duty: Modern Warfare 2;

Le FN F2000 est également disponible dans l'arsenal de Battlefield 2, 3 et 4;
- Le FN F2000 est aussi présent dans le jeu The Division 2
- Le FN F2000 aussi présent dans  A.V.A : Alliance Of Valiant Arms , dont plusieurs versions sont disponibles en plus (custom...etc. )